# Перкаткун
Перкаткун — бывший посёлок, посёлок-призрак, Иультинского района Чукотского АО; ранее — Шмидтовского (Мыс-Шмидтовского) района Магаданской области. Покинут в 1980-е годы. Расположен на острове Врангеля, у подножья горы Перкаткун, в 20 км к северу от посёлка Звёздный. Самый северный населённый пункт в Чукотке.
Назван по близлежащей речке, в переводе с чукотского — «кекуристая».

## Предыстория
Появление посёлка связно с начатым в 1920-х — 1930-х годах исследованием и заселением острова Врангеля под руководством Г. А. Ушакова. Постоянные поселения были организованы в посёлках Ушаковское и Звёздный. Строительство и организация посёлка Перкаткун связано с найденным в этих местах месторождением горного хрусталя.

## История
Появление посёлка связано с деятельностью геологической экспедиции под руководством Л. В. Громова и М. Т. Кирюшиной, прибывшей на остров Врангеля осенью 1939 года. В частности, во время зимовки 1939/1940 года у подножья горы Перкаткун была построена база геологоразведчиков. Позднее на её месте возник посёлок геологов, в течение нескольких лет добывавших горный хрусталь у ручья Хрустальный. Впоследствии поселение было ликвидировано.
С другими посёлками Перкаткун был связан грунтовой дорогой, проходившей до Ушаковского через Звёздный.

## Экотуризм
В настоящее время через бывший посёлок геологов проходят маршруты туристических экспедиций по острову Врангеля.